# Impatiens cornucopia
Impatiens cornucopia är en balsaminväxtart som beskrevs av Adrien René Franchet. Impatiens cornucopia ingår i släktet balsaminer, och familjen balsaminväxter. Inga underarter finns listade i Catalogue of Life.